# Adamant faith
「adamant faith」（アダマント・フェイス）は、Suaraの8作目のシングル。2009年6月24日にフィックスレコードより発売された（販売元はキングレコード）。

## 解説
- OVA『うたわれるもの』のオープニングとして使用された。
- ジャケット写真の撮影は鳥取砂丘で行われた[1]。

## 収録曲
1. adamant faith [4:35]
作詞： 須谷尚子、作曲・編曲：松岡純也
  - OVA『うたわれるもの』オープニング
2. 夢幻の丘 [4:21]
作詞：巽明子、作曲・編曲：松岡純也
3. adamant faith <instrumental>
4. 夢幻の丘 <Instrumental>